# Кълъмбия
 Тази статия е за града в Мисури, САЩ.  За града в Мериленд вижте Кълъмбия (Мериленд).  За града в Тенеси вижте Кълъмбия (Тенеси).
Кълъмбия (на английски: Columbia, /kəˈlʌmbiə/) е град в централната част на Съединените американски щати, административен център на окръг Бун в щата Мисури. Населението му е около 109 000 души (2010).
Разположен е на 231 метра надморска височина в северния край на платото Озарк, на 185 километра западно от Сейнт Луис и на 195 километра източно от Канзас Сити. Селището е основано през 1821 година от заселници, идващи главно от Кентъки и Вирджиния. През 1839 година в града е основан Мисурийския университет, в който в началото на XXI век се обучават около 30 хиляди студенти.

## Известни личности
Родени в Кълъмбия
- Бенджамин Андерсън (1886 – 1949), икономист
- Джесика Капшоу (р. 1976), актриса
- Карлос Пена (р. 1989), актьор

Починали в Кълъмбия
- Стивън Нейгел (1946 – 2014), космонавт